# Byasa dasarada
Byasa dasarada es una especie de mariposas de la familia de los papiliónidos.